# Jordskredsseger
Jordskredsseger (från engelskans landslide victory) är ett uttryck som beskriver en mycket överlägsen seger. Uttrycket används oftast inom politiken för att beskriva när ett parti eller presidentkandidat vunnit en stor seger i ett allmänt val till en demokratisk församling eller presidentpost.
Vid en parlamentarisk jordskredsseger innebär det oftast att ett parti vunnit överlägset flest personröster eller flest mandat till parlamentet. Det är lättare att tala om jordskredssegrar i parlamentariska system med enmansvalkretsar, då relativt små procentuella vinster kan leda till mycket stora skillnader i fråga om antal parlamentsledamöter eller presidentstöd. Ett exempel på en sådan jordskredsseger är Ronald Reagans seger i presidentvalet i USA 1984 mot Walter Mondale där Reagan vann med 525 elektorsröster mot 13 för Mondale. Detta trots att valresultatet i procent var 58,8 procent för Reagan och 40,0 procent för Mondale.